# Maglione
Maglione is een gemeente in de Italiaanse provincie Turijn (regio Piëmont) en telt 497 inwoners (31-12-2004). De oppervlakte bedraagt 6,2 km², de bevolkingsdichtheid is 80 inwoners per km².

## Demografie
Maglione telt ongeveer 227 huishoudens. Het aantal inwoners daalde in de periode 1991-2001 met 1,4% volgens cijfers uit de tienjaarlijkse volkstellingen van ISTAT.
| Jaar | Inwoneraantal |
| ---- | ------------- |
| 1991 | 495           |
| 2001 | 488           |

## Geografie
Maglione grenst aan de volgende gemeenten: Borgo d'Ale (VC), Borgomasino, Moncrivello (VC).
1. ↑  https://demo.istat.it/?l=it.